# Concilio de Sutri

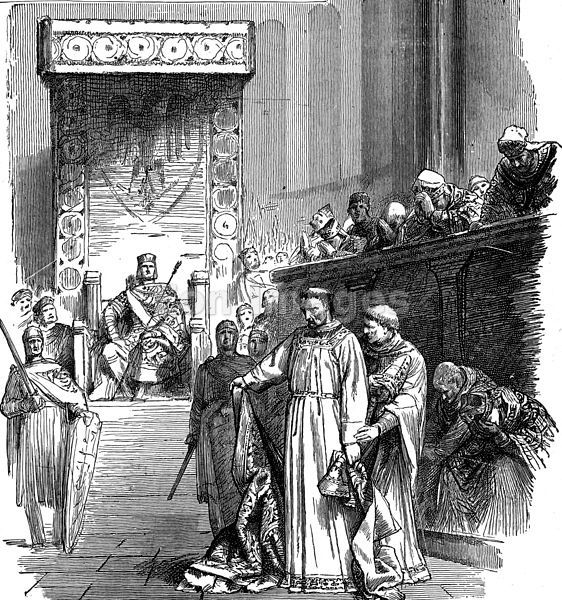
Dibujo de Enrique III en el Concilio de Sutri.

El Concilio de Sutri (o Sínodo de Sutri) fue convocado por el emperador del Sacro Imperio Romano Germánico Enrique III y se inauguró el 20 de diciembre de 1046 en la ciudad montañosa de Sutri, en las afueras del Ducado de Roma. La Iglesia Católica no incluye esto como un concilio ecuménico.
Los Annales Romani registran los eventos así:

"Enrique, el rey más victorioso por la gracia de Dios (...) Cuando llegó a la ciudad de Sutri, llamó al clero romano junto con el Papa Gregorio para reunirse con él. Ordenó que se celebrara un sínodo especial en la santa iglesia de Sutri y allí, legal y canónicamente, se sentó en juicio sobre el obispo Juan de Sabina, llamado Silvestre; el arcipreste Juan, llamado Gregorio; y el mencionado Papa Benedicto."

El consejo fue convocado para resolver el desorden sobre el papado. Una facción de la iglesia animó a Enrique III a intervenir, tanto para resolver el conflicto como para recibir su corona del Papa en una ceremonia oficial. En el otoño de 1046 Enrique III, ya rey de los alemanes, cruzó los Alpes al frente de un gran ejército y acompañado por un séquito de los príncipes seculares y eclesiásticos del imperio, todos sus vasallos juramentados. Enrique tenía dos intenciones, ser coronado emperador del Sacro Imperio Romano Germánico por el Papa en Roma y, para que el pontífice en cuestión tuviera un título inexpugnable —uno que no arrojara dudas sobre el título imperial conferido— establecer el orden en el Ducado de Roma.
Roma estaba en un estado de guerra entre facciones nobles, cada una de las cuales tenía un candidato al que consideraban Papa. Un Papa presidió desde la Basílica de San Pedro, otro en Letrán y un tercero en Santa María la Mayor. Dos de ellos, Benedicto IX, descendiente de los condes de Tusculum, y Silvestre III del clan Crescenzi, representaban facciones rivales de la nobleza romana. La afirmación del tercero, Gregorio VI, era peculiar porque había comprado el título de buena fe a Benedicto IX dos años antes. Cada reclamante tenía varios partidarios en la iglesia romana y ocupaba una parte de la ciudad.
Enrique fue recibido por Gregorio en Piacenza y fue recibido con honor. Se decidió que un sínodo debería reunirse en Sutri, a unos 40 km al norte de Roma, mucho más allá de la violencia entre facciones de la ciudad. Ante la asamblea, Gregorio testificó que, "con toda buena fe y sencillez", había comprado el papado al Papa Benedicto IX en 1044. Después de la partida de Benedicto, el obispo de Sabina también se había declarado Papa, como Silvestre III. En 1045 Benedicto IX, no habiendo recibido su recompensa, regresó a Roma y renovó su derecho al papado.
El consejo convocó a los tres pontífices y asistieron tanto Silvestre como Gregorio. Las afirmaciones de los tres papas fueron rápidamente desestimadas. Silvestre fue despojado de su rango sacerdotal y exiliado a un monasterio. Gregorio renunció (sus palabras fueron registradas como: "Yo, Gregorio, obispo, siervo de los siervos de Dios, por la presente me declaro removido del pontificado de la Santa Iglesia Romana, debido al enorme error que por la impureza simoniacal se ha deslizado en y viciado mi elección."), y el concilio terminó el 23 de diciembre. Una forma del concilio se repitió en Roma al día siguiente para supervisar la destitución de Benedicto. El papado fue declarado sede vacante.
Del 24 al 25 de diciembre, Enrique se dirigió primero al poderoso Adalberto, arzobispo de Bremen, quien rechazó el peligroso honor. La siguiente elección de Enrique para el papado fue su confesor personal, Suidger, obispo de su recién creada sede de Bamberg. Suidger se convirtió en el nuevo Papa, tomando el título de Clemente II, pero insistiendo en retener la sede de Bamberg, que era una fuente de apoyo financiero más allá del alcance de las facciones romanas. Inmediatamente fue entronizado el día de Navidad.
Como primer acto pontificio, Clemente II colocó la corona imperial sobre su benefactora y reina consorte, Inés, hija del duque Guillermo V de Aquitania. El nuevo emperador recibió de los romanos y del papa el título y la diadema de un patricio romano, una dignidad con antecedentes en el Imperio romano tardío, que desde el siglo X se suponía que confería el derecho de nominar al pontífice. En unas pocas décadas, las reformas gregorianas pondrían en tela de juicio esta costumbre.
Benedicto IX renovaría nuevamente su derecho al papado en 1047, cuando Clemente II murió. 